# Diplocaulus
Diplocaulus là một chi lepospondyl tuyệt chủng từ kỷ Permi tại Bắc Mỹ. Nó là một trong những lepospondyls lớn nhất, với một hộp sọ hình boomerang. Diplocaulus đã được tìm thấy từ cuối kỷ Permi tại Maroc và đại diện cho sự xuất hiện muộn nhất được biết đến của một lepospondyl.

## Mô tả
Diplocaulus có cơ thể chắc nịch, giống như kỳ giông, nhưng tương đối lớn, đạt lên đến chiều dài 1 mét (3,3 ft). Tính năng đặc biệt nhất của nó là những chỗ lồi lõm dài ở hai bên của hộp sọ, làm cho đầu của nó giống Boomerang. Chi và đuôi được đánh giá tương đối ngắn, nó được cho là bơi với chuyển động lên và xuống, giống như cá voi ngày nay. Đầu rộng có thể sử dụng như cánh tàu ngầm, giúp nó lướt trong nước. Một khả năng khác là để phòng thủ, vì ngay cả một động vật ăn thịt lớn củng sẽ khó để nuốt một sinh vật với một cái đầu rộng.
Một họ hàng của Diplocaulus là Diploceraspis.

## Bộ sưu tập

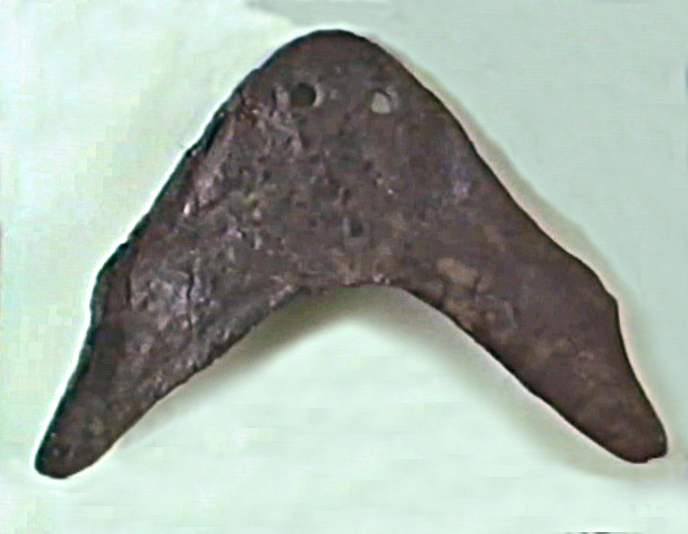
Hộp sọ của Diplocaulus magnicornis tại Bảo tàng für Naturkunde Berlin
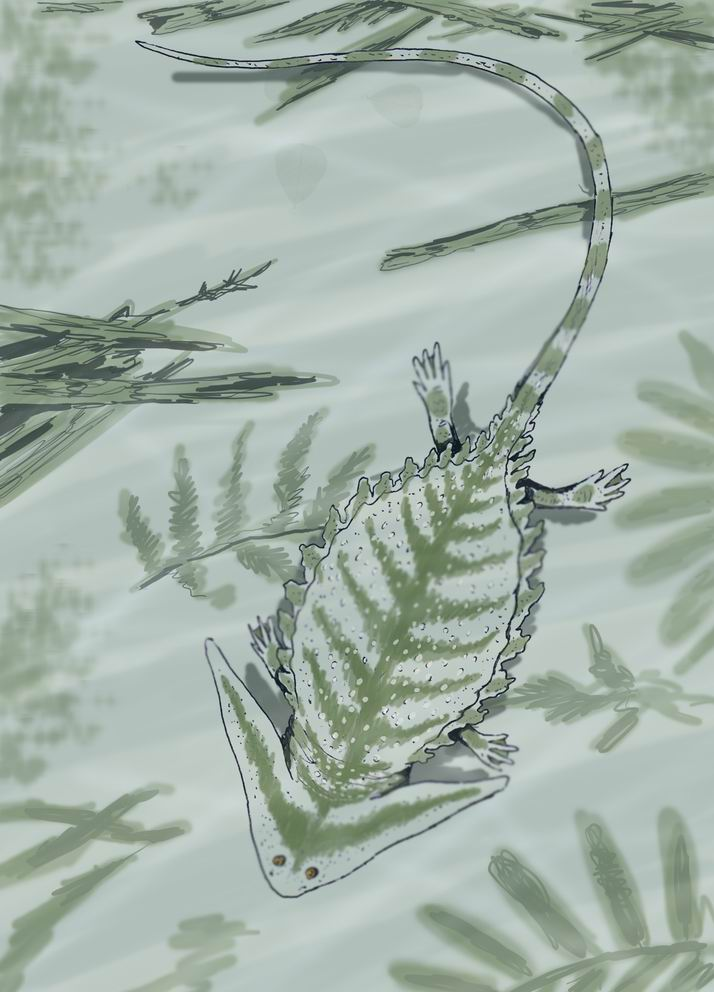
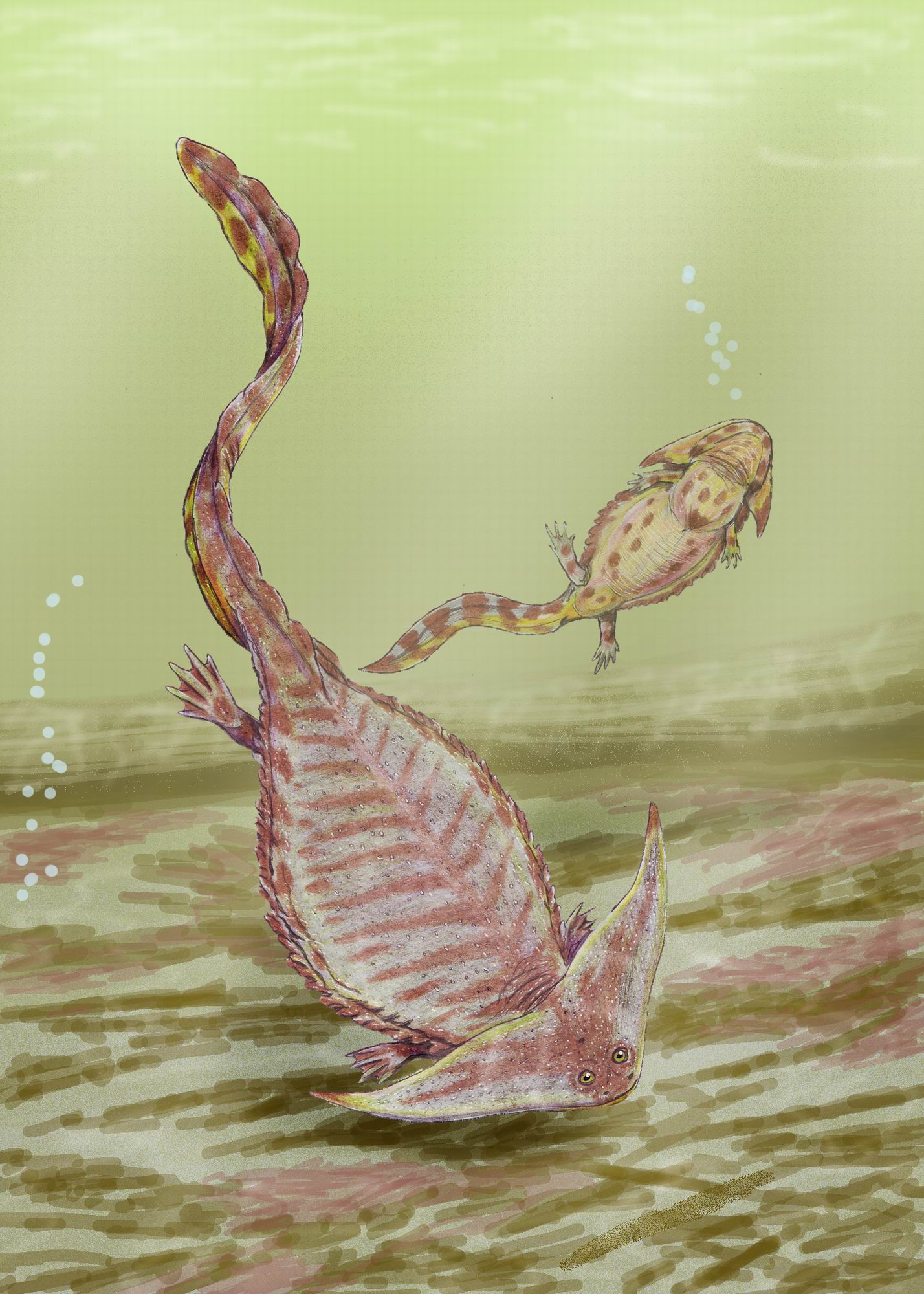
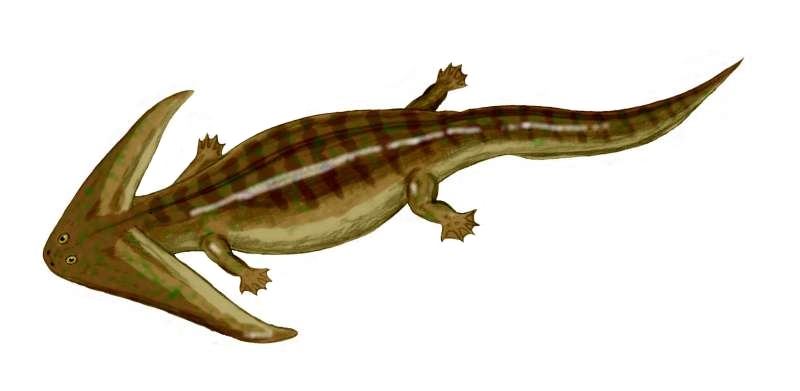